# Dearly Beloved
Dearly Beloved è un album di Stanley Turrentine, pubblicato da Blue Note Records nel 1961.
Il disco fu registrato l'8 giugno 1961 al Rudy Van Gelder Studio a Englewood Cliffs in New Jersey (Stati Uniti).

## Tracce
Lato A
1. Baia – 5:29 (Ary Barroso)
2. Wee Hour Theme – 4:39 (Stanley Turrentine)
3. My Shining Hour – 6:48 (Harold Arlen, Johnny Mercer)
4. Troubles of the World – 5:11 (Brano tradizionale)

Lato B
1. Yesterdays – 8:47 (Jerome Kern, Otto Harbach)
2. Dearly Beloved – 7:10 (Jerome Kern, Johnny Mercer)
3. Nothing Ever Changes My Love for You – 6:17 (Jack Segal, Marvin Fisher)

## Musicisti
Stanley Turrentine Trio
- Stanley Turrentine - sassofono tenore
- Shirley Scott - organo
- Roy Brooks - batteria